# Макарьев
Мака́рьев — город (с 1778) в России, административный центр Макарьевского района Костромской области. Возник как слобода при Макарьево-Унженском монастыре. Население — 5463 чел. (2024).
Входил в перечень исторических городов России 2002 года, в новом списке 2010 года отсутствует. В ноябре 2019 года включён в перечень исторических поселений регионального значения, утверждённый Костромской областной думой.

## Физико-географические данные

Вид города с реки Унжи

Макарьев расположен в юго-восточной части Костромской области, в низовье реки Унжи, на её правом берегу. Расстояние от областного центра — Костромы — 186 км, от железнодорожной станции Нея (на линии Буй — Котельнич) — 53 км, от железнодорожной станции Мантурово — 76 км.

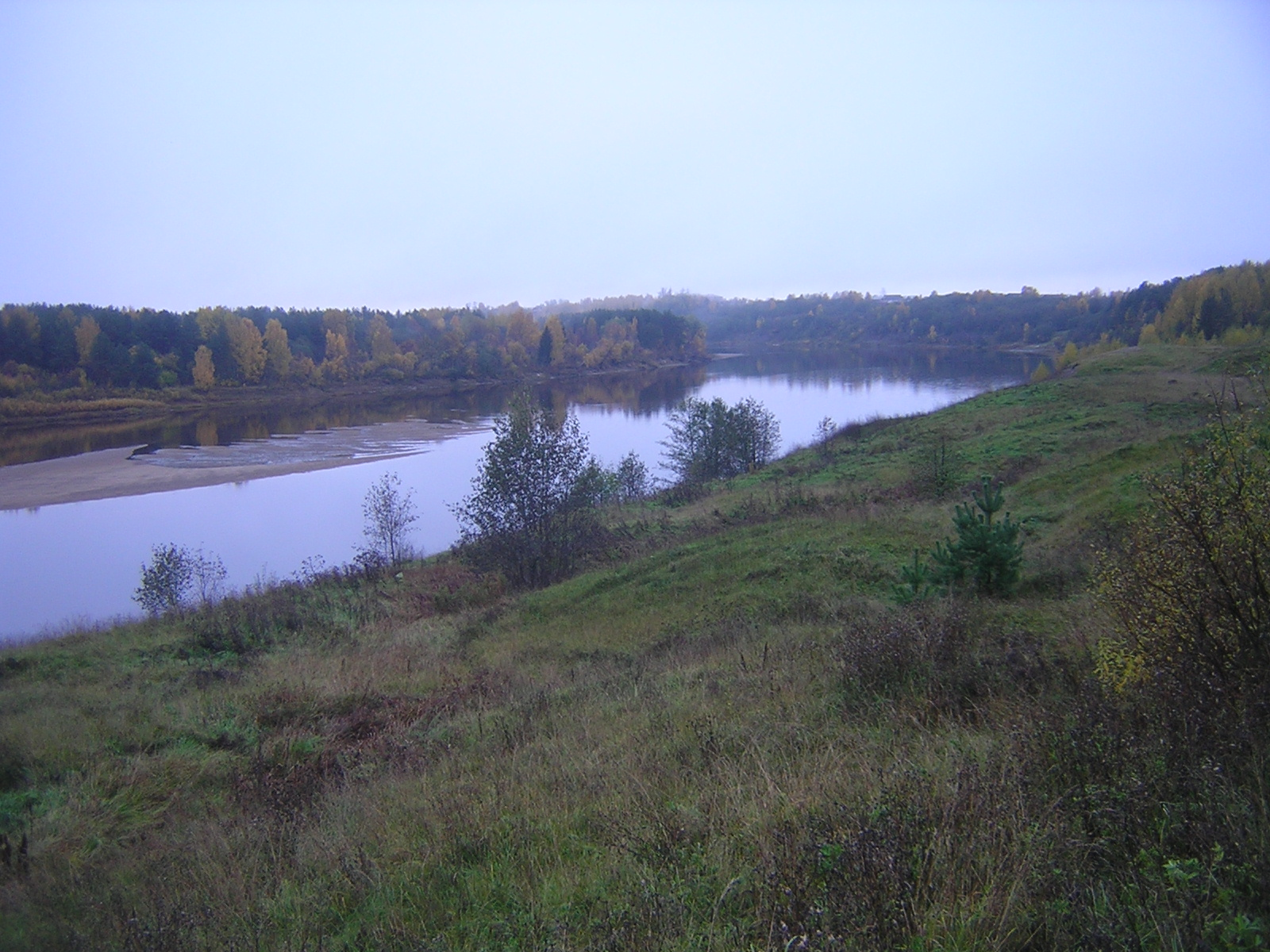
Река Унжа около города Макарьева

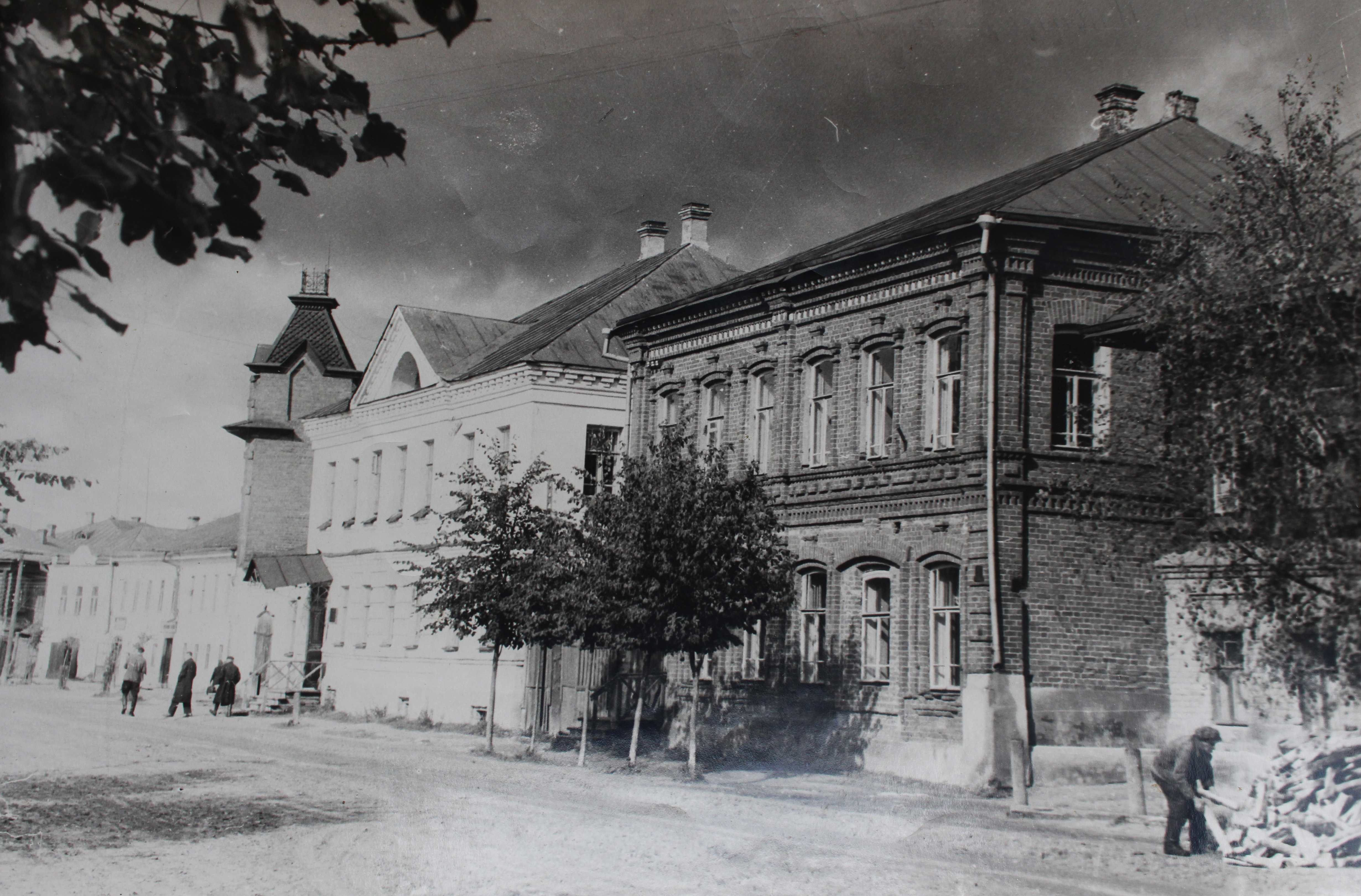
Кирпичная застройка центра города в начале XX века

Город расположен на холмистой равнине в Унженской низменности, протянувшейся с севера на юг вдоль Унжи. Низменность имеет среднюю высоту 150 м над уровнем моря, изобилует озёрами, старицами, болотами, изрезана оврагами.
В отдалённые времена истории Земли территория, на которой сегодня расположен город, была дном неглубокого моря, поэтому во многих местах рядом с городом встречаются глины, известняки, песчаники, местами на берегах у города можно найти древние окаменелости, в основном это раковины аммонитов и белемнитов. 

## История
В 1439 году преподобный Макарий Унженский и Желтоводский основал на реке Унже обитель, которая со временем превратилась в крупный монастырь, известный как Макарьево-Унженский. Выросшее при нём слобода Макарьевская, что на Унже в 1778 году преобразована в город Унженской области Костромского наместничества, получивший название Макарьев-на-Унже (с конца XIX века — Макарьев). С 1779 года — центр Унженской провинции Костромского наместничества, с 1797 года — уездный город Костромской губернии.
В 1994 году П. Г. Инягин впервые провёл рекогносцировочные археологические исследования культурного слоя Макарьева. По результатам работ сделаны выводы, что древнейшая часть города располагалась в пределах «монастырского» холма. Примерные этапы развития: а) славянское селище XIV—XV веков, здесь же — находки позднебулгарской керамики конца XIII — начала XIV веков. С XIV века — возникновение деревни Макарово на базе селища; б) развитие деревни до и после возникновения монастыря; к 1779 году — фактическое слияние сложившейся Подмонастырской слободы, деревень и починков, находившихся в собственности монастыря, образование города; в) развитие монастыря (с 1444 года). Образование подмонастырской слободы. Наибольшее количество материала с XV до XVII века — это период значительного подъёма, роста монастыря. В XVIII веке фактически завершилось основное каменное строительство.
В 2012 и 2016 годах археологические работы в Макарьеве проводила Костромская археологическая экспедиция. Проведены раскопки на северной окраине участка культурного слоя посада Макарьево-Унженского монастыря, сложившегося ко времени перепланировки на регулярной основе. Были заложены раскопы на Малой Советской улице (часть бывшей Дворянской улицы) — в 2012 году 64 м² у дома № 14 и в 2016 году 48 м² у дома № 4. В 2012 году проведены также разведочные работы при строительстве по адресу Площадная улица, 2. Отмечено освоение новых территорий, синхронное каменному строительству в монастыре во второй половине XVII века, своеобразие керамической посуды, снивелировавшееся лишь в XIX веке со включением в систему российской торговли и началом работы крупных ярмарок, особенности планировки посада до перепланировки 1781 года (наличие свободных участков между отдельными частями посада).
В XIX веке Макарьев славился торговыми ярмарками, которые проводились зимой (Крещенская), весной (Благовещенская) и летом (Ильинская).
В Макарьеве был развит промысел изготовления валенок, Макарьевские пимокаты владели собственным тайным языком - жгонским.
Город неоднократно горел. После крупного пожара 1802 года застраивался по регулярному («звёздному») плану — как Кострома.
В 1856 году в уездном городе Макарьеве-на-Унже насчитывалось три церкви, 553 дома, 33 лавки.

## Этимология
Название города появилось благодаря основанию скита в этом месте Макарием Желтоводским и Унженским. К Макарию начали ходить, говоря «идти к Макарию» или «у Макария».

## Герб

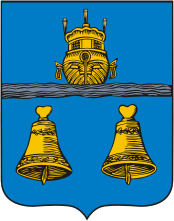
Герб 1779 года

Когда город получил статус уездного, Екатерина II в 1779 году высочайше повелела дать Макарьеву герб: верхняя часть — на голубом фоне галерная ладья с тремя фонарями и опущенными лестницами, обозначавшая герб Костромского наместничества; нижняя часть — на голубом фоне два золотых колокола, означающие, что город славится монастырём.

## Экономика
Ведущее место в отраслевой структуре района, в соответствии с новой международной системой классификации, занимает обрабатывающее производство — 68,7 %.
Макарьев — центр лесозаготовительной и деревообрабатывающей промышленности и (когда-то) сплава леса.
Льнозавод не работает.
Нет газификации. 
Нет родильного отделения. Нет городской бани. Автостанция не работает. 

## Население
| 1856  | 1897  | 1926  | 1931  | 1939  | 1959    | 1970  | 1979  | 1989  | 1992  | 1996  | 1998  |
| ----- | ----- | ----- | ----- | ----- | ------- | ----- | ----- | ----- | ----- | ----- | ----- |
| 3600  | ↗6000 | ↗6500 | ↘6200 | ↗8500 | ↗10 076 | ↘9337 | ↘8966 | ↗9153 | ↘8600 | ↘8500 | ↘8400 |
| 2000  | 2001  | 2002  | 2003  | 2005  | 2006    | 2007  | 2008  | 2009  | 2010  | 2011  | 2012  |
| ↘8300 | ↘8200 | ↘7847 | ↘7800 | ↘7600 | ↘7500   | →7500 | ↘7382 | ↗7418 | ↘7274 | ↗7300 | ↘7211 |
| 2013  | 2014  | 2015  | 2016  | 2017  | 2018    | 2019  | 2020  | 2021  | 2024  |       |       |
| ↘7025 | ↘6928 | ↘6795 | ↘6695 | ↘6632 | ↘6579   | ↘6485 | ↘6390 | ↘5528 | ↘5463 |       |       |

На 1 января 2025 года по численности населения город находился на 1062-м месте из 1124 городов Российской Федерации.
Национальный состав
По итогам переписи населения 2020 года проживали следующие национальности (национальности менее 0,1 % и другое, см. в сноске к строке «Другие»):
| Национальность | Численность, чел. | Доля     |
| -------------- | ----------------- | -------- |
| Русские        | 5451              | 98,61 %  |
| Белорусы       | 9                 | 0,16 %   |
| Другие         | 68                | 1,23 %   |
| Итого          | 5528              | 100,00 % |

## Планировка и архитектура

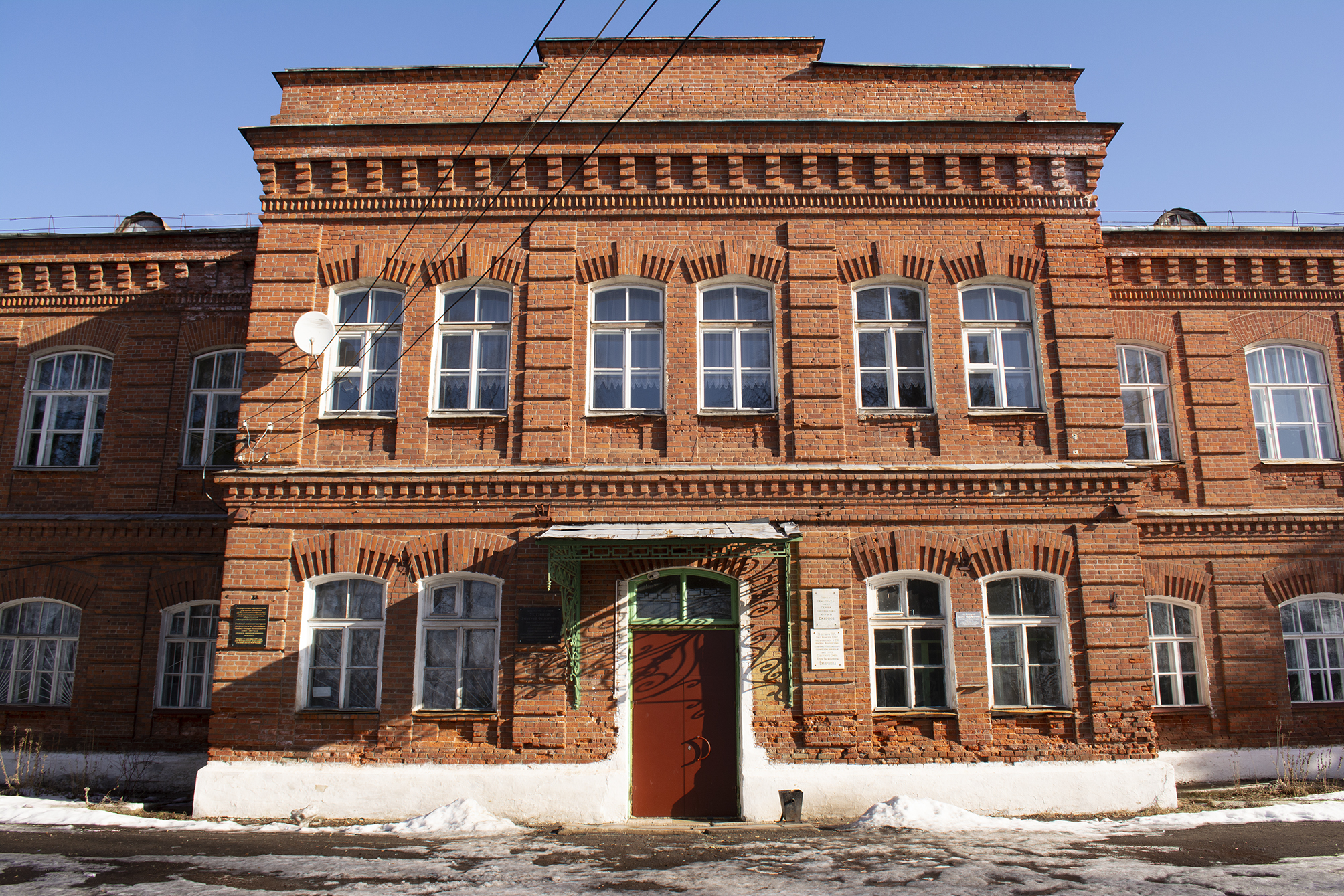
Здание ремесленного училища имени Ф. В. Чижова

Утверждённый в 1781 году и несколько переработанный в 1802 году после пожара, истребившего город дотла, генеральный план Макарьева во многих чертах повторял планировку Костромы.

Планировка города Макарьев (2021)

Композиционным центром плана была большая полукруглая площадь, открытая в сторону Унжи, от неё расходились радиальные магистрали, охваченные концентрической магистралью и валом вокруг города. Эта идеальная схема была несколько нарушена особенностями рельефа западной части Макарьева, изрытой оврагами. Овраги же отделяли южную прибрежную часть, где размещались монастырь и административный центр города, от остальной его территории. Центральной площади отводилась функция торгового центра. Она должна была получить каменную периметральную застройку с крупным зданием гостиного двора в центре. Осуществлению регулярного плана помог большой пожар 1803 года. В создании силуэта Макарьева большую роль играют культовые здания в восточной части набережной реки Унжи.

Основной достопримечательностью Макарьева является Макарьево-Унженский монастырь. Одним из главных событий в жизни монастыря, был визит будущего царя Михаила Федоровича в 1612 году.
Немного уступает ему по значимости Тихвинский собор в центре города, он же собор Александра Невского.
Другие достопримечательности города — здание присутственных мест, возведённое в 1806 году. Двухэтажное кирпичное здание в стиле классицизма выстроено по проекту архитектора Андреяна Захарова. В 1867 году были выстроены здания городской управы и пожарного депо в стиле классицизма. В 1888 году был построен гостиный двор (на начало XXI века от него остался лишь фрагмент западной части), в первой половине XIX века появились ресторан и гостиница Зубкова, во второй половине XIX — начале XX веков были построены торговые лавки и жилые дома с лавками на нижнем этаже. Достопримечательностями города являются здание дворянского собрания в стиле эклектики, дом Немкова, жилой дом № 30, дом Тыричева, дом Троицкого, построенные в 1906 году и завершившие формирование ансамбля центра. В пределах города — здание ремесленного училища имени Ф. В. Чижова, построенное в 1890 году, корпуса реального училища, корпуса духовного училища и здание земской больницы. Хорошо сохранились первоначальная планировочная структура и историческая застройка города, относящаяся к ХIX — началу XX века. Большой интерес представляет отличающаяся цельностью застройка центральной площади, улиц Большой и Малой Советских, Площадной, Юрьевецкой, Верхне-Набережной и др., включающая культовые, гражданские и жилые здания.

## Культура и искусство

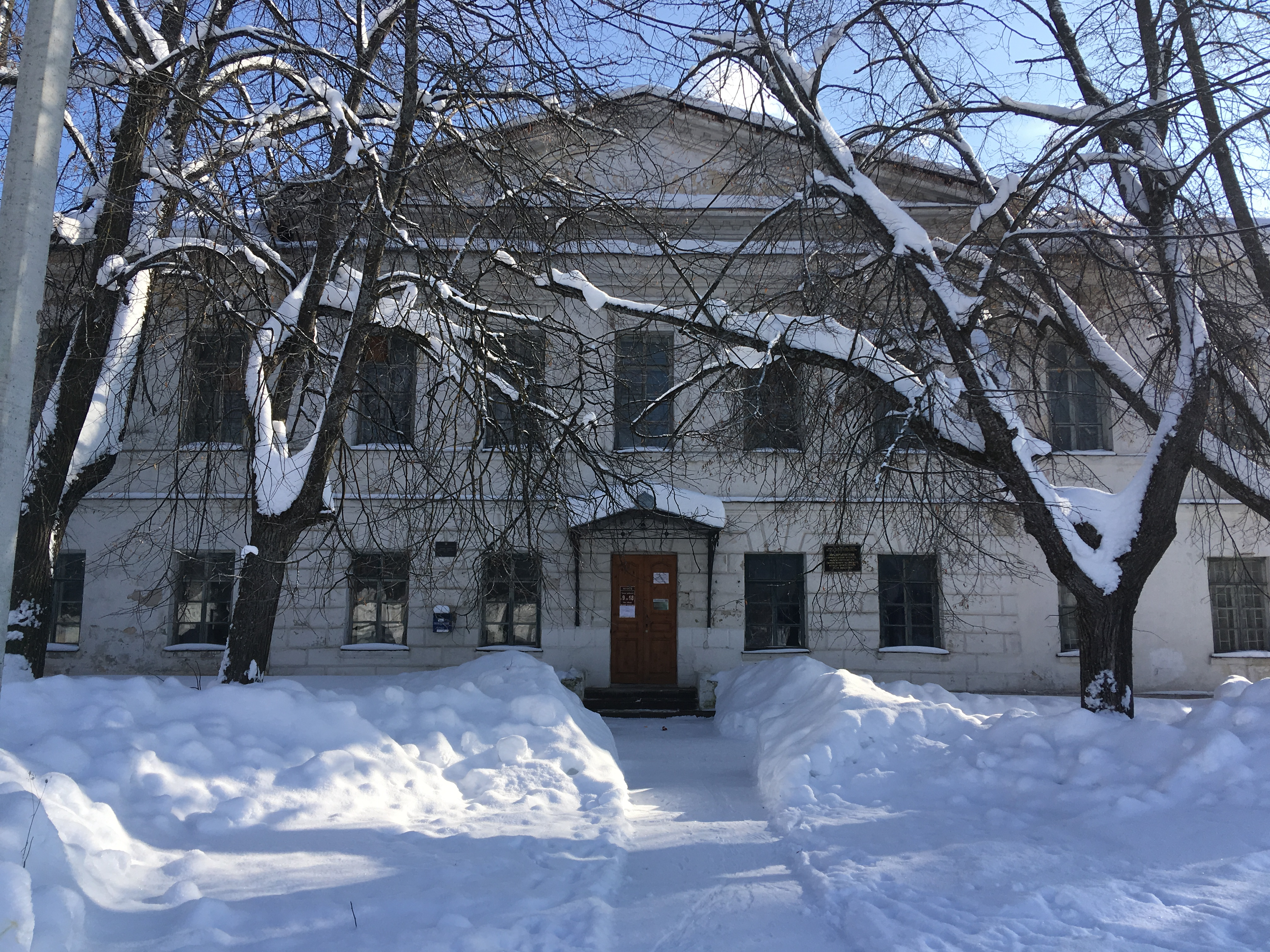
Здание краеведческого музея

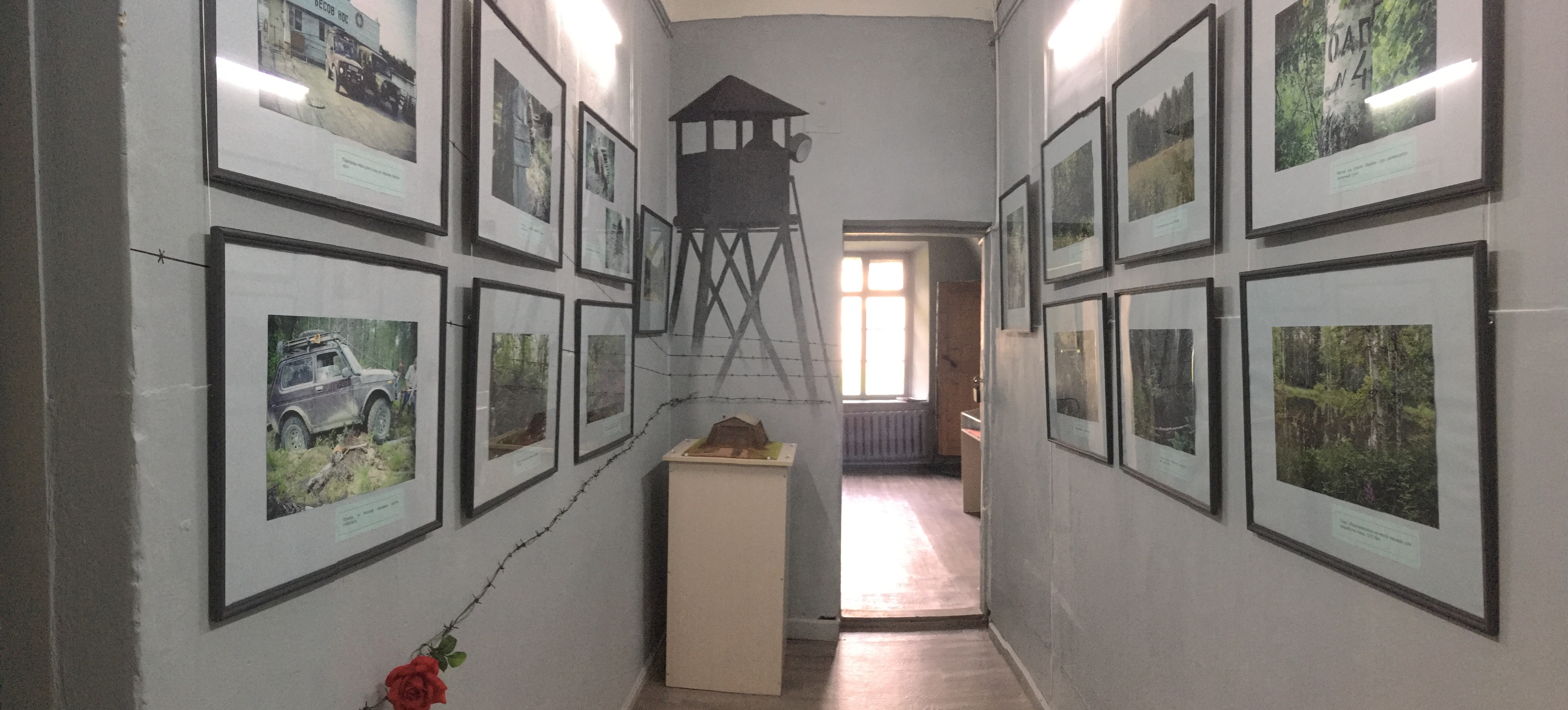
Один из залов экспозиции, посвящённый ИТЛ Унжлаг

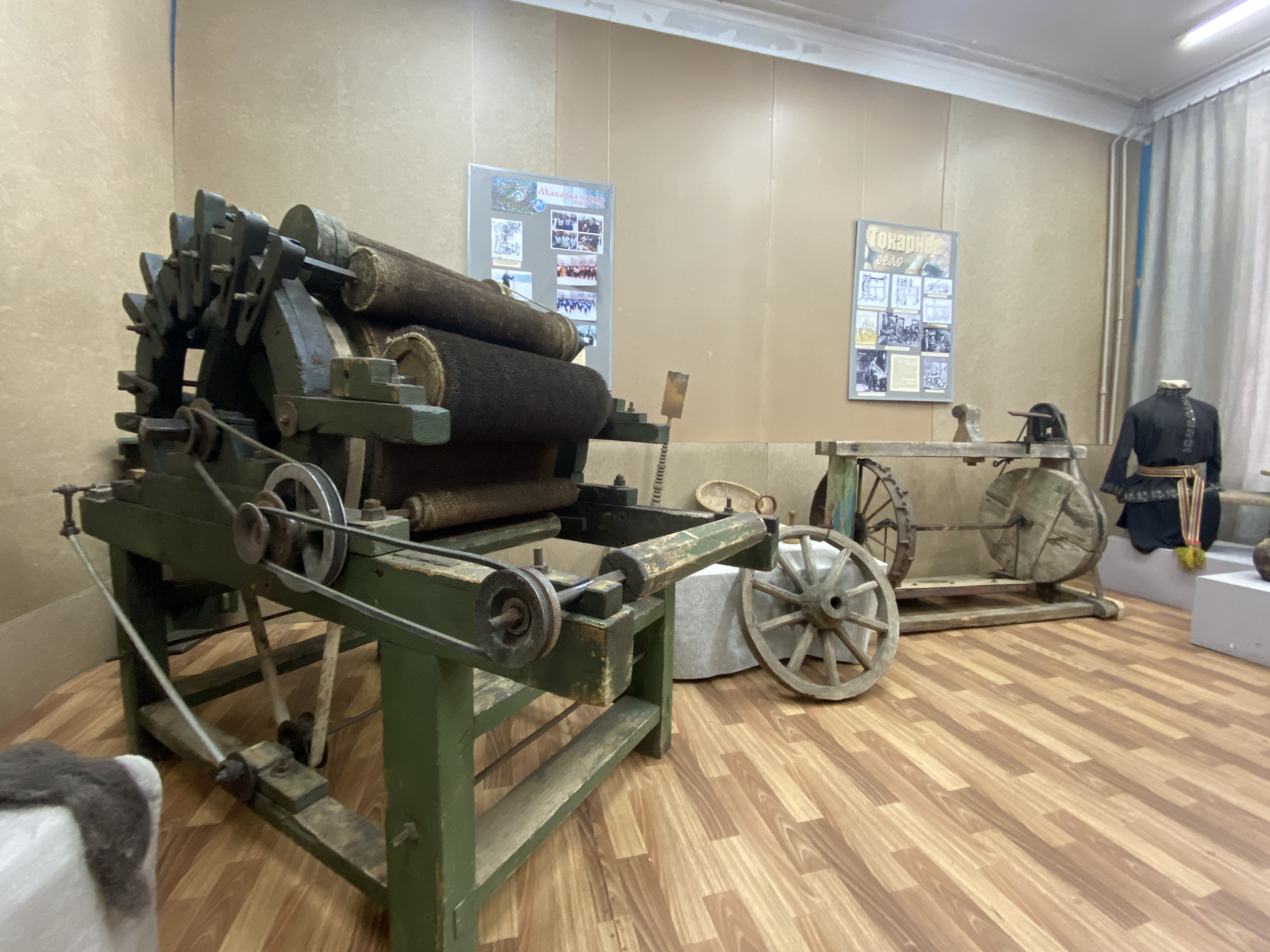
В музее постоянно устраиваются выставки

Основой Макарьевского краеведческого музея стал краеведческий кружок при Доме пионеров. Руководителем и основателем стал краевед Алексей Шмаков. В марте 1959 года музей получил официальный статус, а в 1969 году стал филиалом Костромского музея-заповедника. К этому времени было собрано почти полторы тысячи различных экспонатов. В 1971 году под музей отдали Никольскую надвратную церковь Макарьевского монастыря. Сегодня в музее собраны археологические находки, фотографии и открытки с видами города, разнообразные материалы по быту горожан, различным ремёслам, бытовавшим в крае; есть коллекция кованых гвоздей, утюгов и монет. Создан небольшой отдел природы. С 2019 года перестал входить в филиалы Костромского музея-заповедника.
В городе есть кинотеатр «Абри».
По традиции в конце зимы проходит забег в валенках, называемый «Макарьевская верста». Правила этих соревнований просты, как и обувь, которой они посвящаются: от старта до финиша — одна верста (1076 м). Маршрут пролегает вокруг Макарьево-Унженского монастыря. 
Романовский Крестный ход. Впервые этим путём прошли царь Михаил Фёдорович Романов с царской свитой князей и бояр и духовенством в 1619 году 14 октября (1 октября ст. стиль), в день праздника Покрова Божией Матери. Крестный ход был учреждён по особому царскому обету в благодарность за заступничество Божией Матери и предстательство преподобного Макария Желтоводского и Унженского чудотворца, за воцарение на царство династии Романовых и преодоление Смутного времени в России, освобождение из польского плена патриарха всея Руси Филарета – отца Михаила Фёдоровича. В 2012 году 14 октября, на праздник Покрова Божией Матери, по пути следования Царского Крестного хода 1619 года прошла группа энтузиастов в составе шести человек, совершив второй Крестный ход по этому маршруту.
14 июля 2018 года в Макариево-Унженский мужской монастырь из села Красногорья от храма Преображения Господня состоялся велопробег, в котором приняло участие более 50 человек. В 2019 году исполнилось 400 лет первому Романовскому Крестному ходу.

## Общественный транспорт

### Автобусное сообщение
Единственный городской маршрут связывает весь город.
Пригородные и проходящие маршруты:
- №518/102 Кострома — Макарьев / Макарьев — Нежитино
- №522 Кострома — Боговарово
- №526 Кострома — Шарья
- №528 Кострома — Поназырево

## СМИ

### Телевидение
Костромской филиал ФГУП «РТРС» обеспечивает на территории города приём первого (41 ТВК) и второго (51 ТВК) мультиплексов цифрового эфирного телевидения России.
Областной телеканал «Русь» вещает в аналоговом режиме на 39 ТВК.

### Радио
- 71,60 МГц Радио России / ГТРК Кострома
- 101,7 МГц Радио России / ГТРК Кострома
- 102,6	Дорожное радио / Гольфстрим-FM
- 106,0	Первое пионерское радио / Радио «Станция» (Radio «Station»)

### Пресса
Общественно-политическая газета «Макарьевский вестник»

## Люди
- Громов Николай Алексеевич (17 декабря 1928 года, д. Юркино Макарьевский район — 30 апреля 2014 года, Макарьев, Костромская область) — почётный житель Макарьевского района[39], с 1973 г. по 1991 г. возглавлял крупнейшее предприятие Макарьевского района Понизовский леспромхоз, награждён Орденом Октябрьской Революции, Орденом Трудового Красного Знамени, Орденом «Знак Почёта»[40].

- Сергей Алексе́евич Жа́ров (англ. Serge Alexis Jaroff, 20 марта [1 апреля] 1896, Макарьев, Костромская губерния — 9 октября 1985, Лэйквуд, Нью-Джерси, США) — русский дирижёр и композитор. Он был основателем и в течение шестидесяти лет дирижёром и композитором Хора Донских казаков Сергея Жарова.

- Эми́ль Никола́евич Спиридо́нов (26 сентября 1925 года, Макарьев — 7 февраля 1981 года, Пушкин) — советский военачальник, командующий Тихоокеанским флотом (1979—1981)

- Дми́трий Фёдорович Усти́нов (17 (30 октября) 1908, Самара — 20 декабря 1984, Москва) — советский военачальник и государственный деятель. Маршал Советского Союза (1976). Дважды Герой Социалистического Труда (1942, 1961), Герой Советского Союза (1978). Учился в Макарьевском профтехучилище.
- Ю́рий Васи́льевич Смирно́в (1925—1944) — Герой Советского Союза, участник Великой Отечественной войны, гвардии младший сержант, стрелок 1-й стрелковой роты 77-го стрелкового полка.
- Па́вел Я́ковлевич Шкот (7 марта 1816 — 16 [28] декабря 1880) — вице-адмирал, участник Севастопольской обороны.
- Николай Яковлевич Шкот (26 декабря 1828, Костромская губерния — 1 сентября 1870, Санкт-Петербург) — участник Крымской войны и обороны СевастополяД. Ф. Устинов в годы учёбы в училище, на фоне Макарьевского монастыря

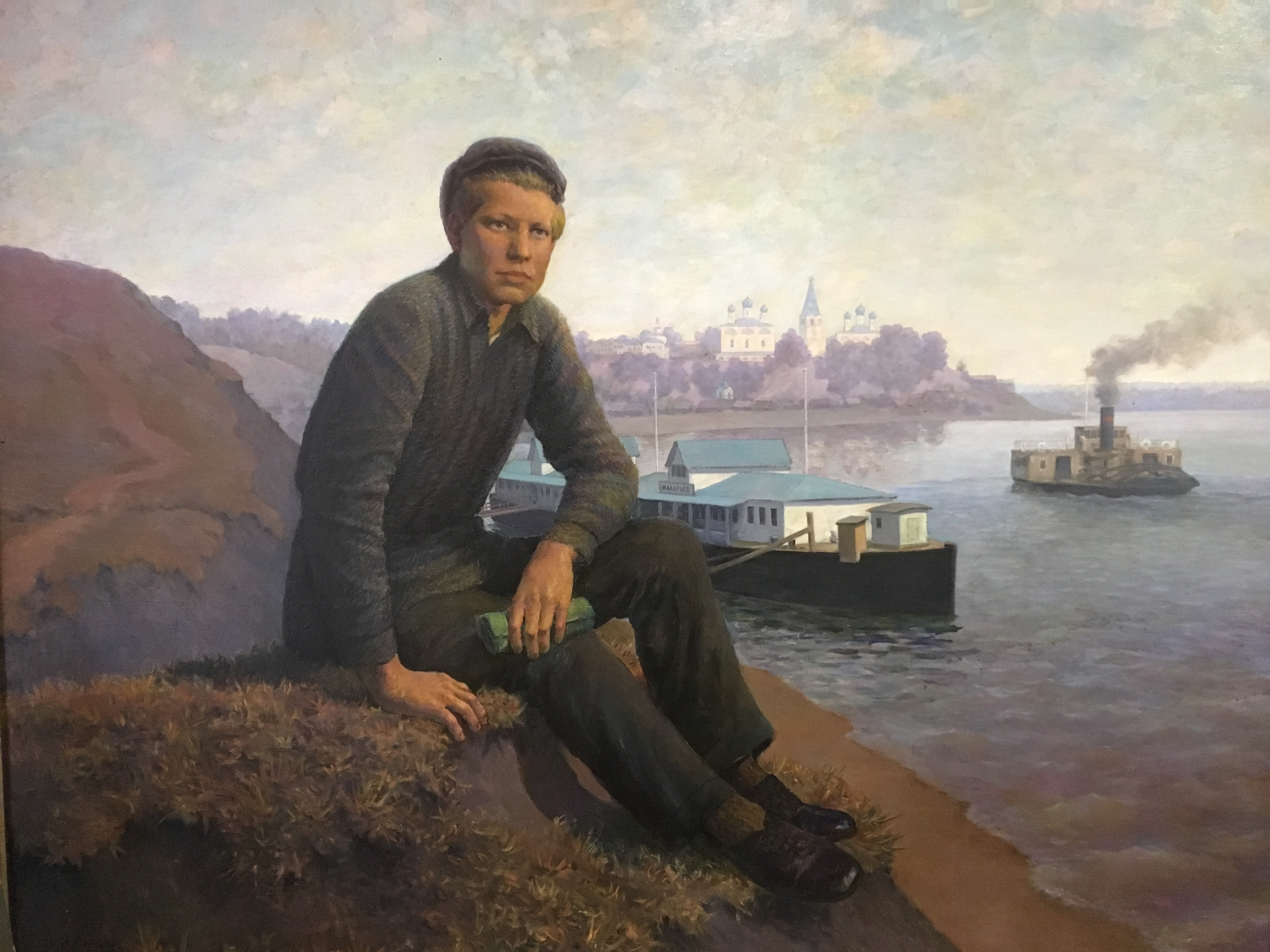
Д. Ф. Устинов в годы учёбы в училище, на фоне Макарьевского монастыря

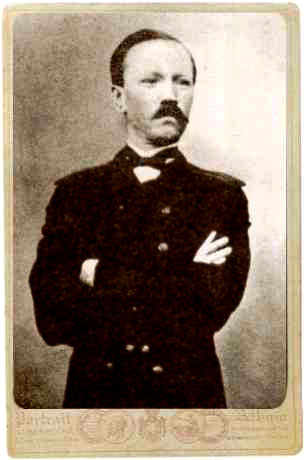
Шкот Николай Яковлевич